# Glyptothorax trilineatus
Glyptothorax trilineatus är en fiskart som beskrevs av Blyth, 1860. Glyptothorax trilineatus ingår i släktet Glyptothorax och familjen Sisoridae. IUCN kategoriserar arten globalt som livskraftig. Inga underarter finns listade i Catalogue of Life.